# Paradrino dasyops
Paradrino dasyops là một loài ruồi trong họ Tachinidae.